# Villiers-le-Roux
Villiers-le-Roux är en kommun i departementet Charente i regionen Nouvelle-Aquitaine i västra Frankrike. Kommunen ligger  i kantonen Villefagnan som ligger i arrondissementet Confolens. År 2022 hade Villiers-le-Roux 159 invånare.

## Befolkningsutveckling
Antalet invånare i kommunen Villiers-le-Roux
Referens:INSEE